# ABBA ve filmu
ABBA ve filmu (někdy též ABBAmánie, v originále ABBA: The Movie) je australský a švédský film z roku 1977 od režiséra Lasse Hallströma, který režíroval většinu videí skupiny ABBA. Film měl ve Austrálii premiéru 15. prosince 1977.

## Obsazení
| Benny Andersson       | sám sebe                     |
| Björn Ulvaeus         | sám sebe                     |
| Agnetha Fältskog      | sama sebe                    |
| Anni-Frid Lyngstadová | sama sebe                    |
| Robert Hughes         | Ashley Wallace               |
| Tom Oliver            | bodyguard / barman / taxikář |
| Bruce Barry           | manažer rozhlasové stanice   |
| Stig Anderson         | sám sebe                     |